# Василиј Стаљин
Василиј Јосифович Џугашвили Стаљин (груз. ვასილი იოსების სტალინი, рус. Васи́лий Ио́сифович Ста́лин; Москва, 21. март 1921 — Казањ, 19. март 1962) био је генерал-лајтнант авијације СССР-a, Командант Ваздухопловства војне Московске области (1948—1952) и млађи син Јосифа Стаљина и његове друге супруге, Надежде Сергејевне Алилујеве.

## Детињство и младост
Смрт Василијеве мајке Надежде, 1932. године представља велику промену у његовом животу. Од тог тренутка, Јосиф Стаљин ређе посећује своју децу; дадиља и шеф Стаљиновог обезбеђења, Николај Сидорович Власик (рус. Николай Сидорович Власик), преузимају бригу о Василију и његовој млађој сестри, Светлани.
Као дечак, Василиј је био болешљив, и то га је пратило целог живота. У школи није био дисциплинован и много заинтересован за учење, али је волео спорт и после школе редовно играо фудбал, а бавио се и боксом и јахањем.
Млади Василиј је 1938. године ступио на школовање у Качинску војну ваздухопловну школу. Лаврентиј Берија, близак Стаљинов сарадник, обезбедио му је засебан смештај и квалитетну храну, али чим је Јосиф Стаљин за то сазнао, инсистирао је да Василиј буде пребачен у смештај са осталим кадетима и да има исти третман као и остали.
Током школовања, његов инструктор, капетан Маренков, окарактерисао га је као „дисциплинованог, да је умео да пркоси дисциплини, сукобљава са командиром групе, појављује необријан за летове, али да се временом његова дисциплина поправила, те да је свестан грешака и ради на њиховом кориговању.”
Дипломирао је марта 1940. године.

## Војна служба
Након завршетка војног ваздухопловног школовања, Василиј је отпочео службу у 16. ваздухопловној дивизији у Москви, где је упознао Галину Александровну Бурдонскају (1921—1990), своју будућу жену. Венчали су се када је Василиј имао 19 година. Имали су двоје деце, сина и ћерку. Разишли су се 1944. године и он се женио још три пута. Најпре је оженио Јекатерину Семјоновну Тимошенко (1923—1988), ћерку совјетског маршала Семјона Тимошенка, са којом је такође имао сина и ћерку, али ни овај брак није дуго трајао, од 1946. до 1949. Василијева трећа супруга је била Капитолина Георгијевна Васиљева (1918—2006), шампионка СССР у пливању, од 1949. до 1953. Своју четврту супругу, Марију Игњатијевну Нузберг (1930—2002), оженио је два месеца пре своје смрти.
Као официр Ратног ваздухопловства Црвене армије, Василиј брзо напредује у служби. Почетком Другог светског рата, он је био инспектор Ваздушних снага у Ставки. У децембру 1941. године, био је мајор и после неколико месеци је промовисан у чин пуковника. У јануару 1943. године, пуковник Василиј Стаљин је био одређен за команданта 32. гардијског ваздушног пука. Током фебруара и марта 1943. обавио је 26 борбених летова. 5. марта је оборио Фоке-Вулф Fw-190. Убрзо након тога оборио је још један немачки авион. Укупан ратни биланс износио му је 97 борбених летова.
Он је унапређен у чин генерал-мајора 1946. године, затим у генерал-лајтнанта 1949. године, потом је промовисан у Команданта Ваздухопловства војне Московске области 1948. године. Међутим, он је смењен као резултат ваздухопловног инцидента током војне параде 27. јула 1952. године (Василиј је инсистирао да авиони лете по лошем времену, што је довело до пада и уништења једног авиона типа: Тупољев Ту-4).
Василиј Стаљин је био и директор тима хокеја на леду Совјетског ратног ваздухопловства. Године 1950, већина његових чланова је погинуло приликом пада путничког авиона на аеродрому у Свердловску. Василиј је убрзо регрутовао нови тим. Од августа 1952. године је био слушалац Више војне академије „Ворошилов” у Москви.

## Хапшење и затварања
После очеве смрти, уследио је дуг период невоља за младог Василија. Мање од два месеца након Стаљинове смрти, Василиј је ухапшен 28. априла 1953, јер је оптужен од стране режима да је открио државне тајне током вечери са страним дипломатама. Он је оптужен за клевету совјетских лидера Лаврентија Берије и Никита Хрушчова, јер је сматрао да су отровали његовог оца, за анти-совјетску пропаганду и неприкладно понашање на јавним местима. Судска истрага је спроведена од стране једног од најбруталнијих тужилаца у Совјетском Савезу, Лева Влаџимирског. Током истраге признао је све оптужбе. Убрзо након тога, у децембру 1953, тужилац и његов шеф Лаврентиј Берија погубљени су као резултат борбе за власт између Стаљинових наследника.
Василиј Стаљин је осуђен на осам година затвора и дисциплински рад. Био је затворен у специјалном затвору у Владимиру, под именом Василиј Павлович Василијев. Пуштен је из затвора 11. јануара 1960. године. Централни комитет Комунистичке партије Совјетског Савеза (ЦК КПСС) одлучио је да му да пензију од 300 рубаља, стан у Москви, и три месеца лечења и одмор у Кисловодску. Такође је добио право да носи униформу са чиновима и свим одликовањима која је стекао пре затвора.
Василиј Стаљин је умро 19. марта 1962. године у Казању, због хроничног алкохолизма, два дана пре свог 41. рођендана. Сахрањен је на Арском гробљу у Казању.
Василиј Стаљин је делимично рехабилитован 1999. године, када је Војни колегијум Врховног суда Руске Федерације укинуо оптужницу анти-совјетске пропаганде која датира из 1953. Његово тело је поново сахрањено на Тројекуровском гробљу у Москви, 2002. године.

## У популарној култури
У филму My Best Friend, General Vasili, Son of Joseph Stalin (1991), Василиј Стаљин је представљен од стране глумца Владимира Стеклова, док је у серији Син оца народа (2013) његов лик тумачио Гела Месхи.

## Фото-галерија
- Гроб Василија Стаљина на Арском гробљу у Казању (2002. године је премештен и сахрањен у Москви)
- Споменик Василију Стаљину
- Спомен плоча Василију Стаљину